# Willem II Tilburg 2012-2013

## Rosa
| N. |                        | Ruolo | Calciatore           |
| -- | ---------------------- | ----- | -------------------- |
| 1  | Belgio (bandiera)      | P     | David Meul           |
| 21 | Paesi Bassi (bandiera) | P     | Arjan Christianen    |
| 31 | Paesi Bassi (bandiera) | P     | Mattijs Branderhorst |
| 2  | Paesi Bassi (bandiera) | D     | Kees van Buuren      |
| 3  | Paesi Bassi (bandiera) | D     | Ruud van der Rijt    |
| 4  | Paesi Bassi (bandiera) | D     | Jordens Peters       |
| 5  | Paesi Bassi (bandiera) | D     | Mitchell Piqué       |
| 18 | Paesi Bassi (bandiera) | D     | Sofian Akouili       |
| 23 | Paesi Bassi (bandiera) | D     | Gaby Jallo           |
| 26 | Paesi Bassi (bandiera) | D     | Jeffrey van Nuland   |
| 6  | Paesi Bassi (bandiera) | C     | Hans Mulder          |
| 14 | Germania (bandiera)    | D     | Philipp Haastrup     |
| 8  | Belgio (bandiera)      | C     | Robbie Haemhouts     |
| 12 | Paesi Bassi (bandiera) | C     | Ricardo Ippel        |

| N. |                        | Ruolo | Calciatore        |
| -- | ---------------------- | ----- | ----------------- |
| 15 | Paesi Bassi (bandiera) | C     | Niek Vossebelt    |
| 16 | Paesi Bassi (bandiera) | C     | Danny Guijt       |
| 20 | Paesi Bassi (bandiera) | C     | Kevin Brands      |
| 25 | Paesi Bassi (bandiera) | C     | Larbi El Harouchi |
| 27 | Paesi Bassi (bandiera) | C     | Alexander Maes    |
| 9  | Lussemburgo (bandiera) | A     | Aurélien Joachim  |
| 7  | Paesi Bassi (bandiera) | A     | Genaro Snijders   |
| 10 | Paesi Bassi (bandiera) | A     | Marc Höcher       |
| 11 | Paesi Bassi (bandiera) | A     | Virgil Misidjan   |
| 17 | Paesi Bassi (bandiera) | A     | Jeroen Lumu       |
| 19 | Paesi Bassi (bandiera) | A     | Donny de Groot    |
| 22 | Belgio (bandiera)      | A     | Jens Podevijn     |
| 24 | Belgio (bandiera)      | A     | Ryan Sanusi       |